# Rhodostrophia dispar
Rhodostrophia dispar är en fjärilsart som beskrevs av Otto Staudinger 1892. Rhodostrophia dispar ingår i släktet Rhodostrophia och familjen mätare. Inga underarter finns listade.